# بيرخ آيك
بيرخ آيك Bergeijk  هي مدينة وبلدية جنوبي هولندا بمقاطعة شمال برابنت.

## طوبوغرافيا
خريطة طوبوغرافية هولندية لبلدية بيرخ آيك، يونيو 2015، (تقرأ بعد ثلاث نقرات على الخريطة).

## أعلام
- تومي فان در ليخته